# Nectriopsis indigens
Nectriopsis indigens är en svampart som först beskrevs av Johann Franz Xaver Arnold, och fick sitt nu gällande namn av Diederich & Schroers 1999. Nectriopsis indigens ingår i släktet Nectriopsis och familjen Bionectriaceae.   Inga underarter finns listade i Catalogue of Life.